# Équipe de Belgique de football en 1940
Maillots
Chronologie
Saison précédente Saison suivante
Le front de la Seconde Guerre mondiale s'étendant rapidement, l'équipe de Belgique de football joue en 1940 jusqu'à l'extrême limite des possibilités.

## Résumé de la saison
C'est ainsi qu'après avoir remporté mi-mars leur victoire la plus plantureuse (7-1) jusqu'alors face à leurs voisins du nord, les Belges se rendirent encore à Amsterdam pour y affronter une seconde fois les Pays-Bas le 21 avril, soit deux semaines seulement avant que l'armée allemande n'envahisse la Belgique, déclenchant la campagne des dix-huit jours qui se termine par la reddition de l'armée belge le 28 mai.

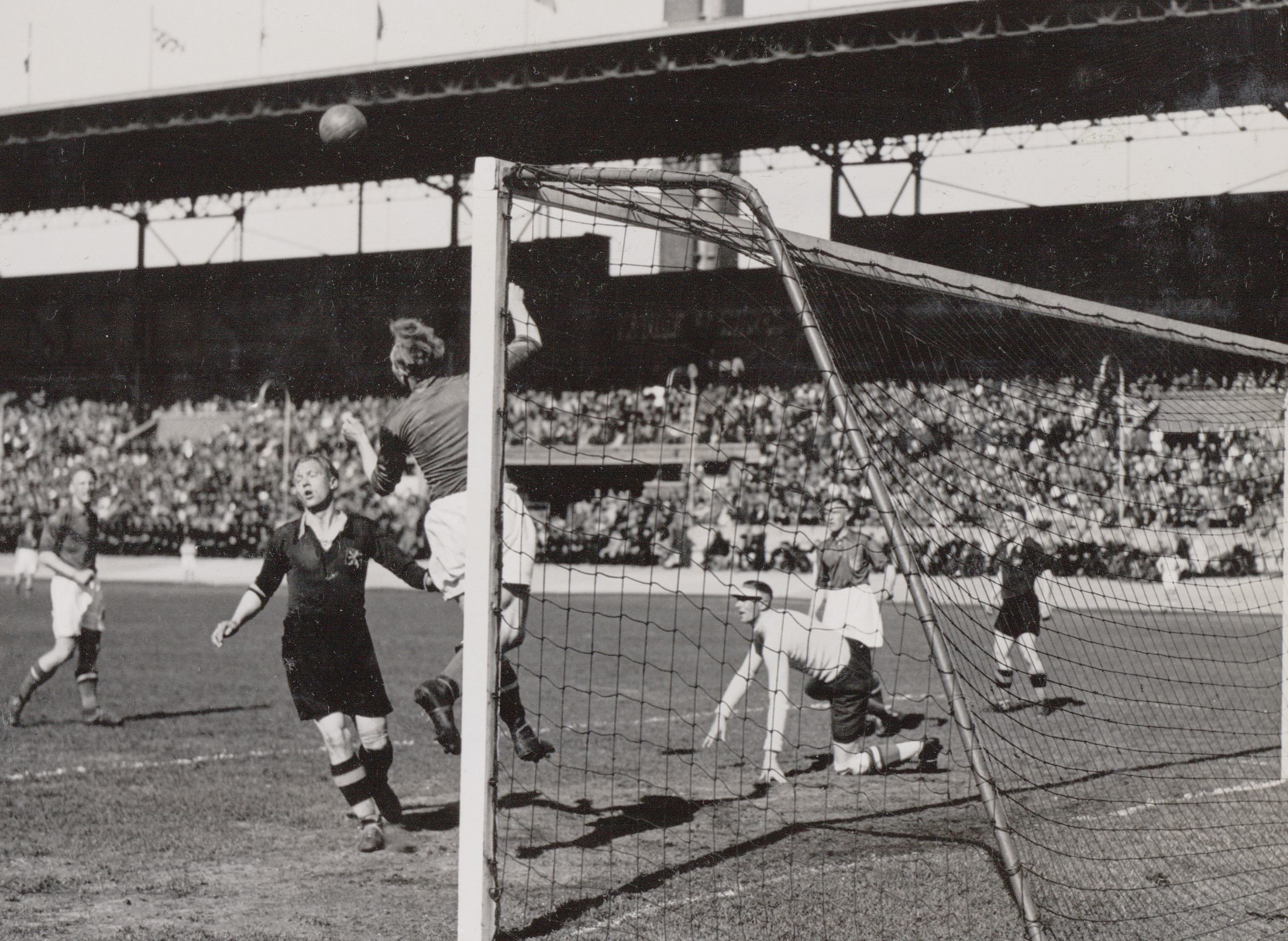
Le but des Oranje en danger lors de Pays-Bas-Belgique, joué le 21 avril 1940 au Stade olympique d'Amsterdam, Adri van Male est battu mais un joueur néerlandais sauve sur la ligne.

Déjà pour la rencontre à Deurne, les difficultés d'organisation avaient été importantes, beaucoup de joueurs avaient en effet déjà été appelés sous les drapeaux à la suite de la « Mobilisation générale des troupes » décrétée par le gouvernement belge, à l'instar de ses alliés français et anglais, et les autorités belges compétentes ayant refusé l'octroi de facilités pour le passage de la frontière des ressortissants néerlandais désirant assister au match. Par conséquent, outre un Belgique-Zwaluwen (nl), déjà reporté à la suite de conditions climatiques défavorableset planifié le 8 mai à Liège, ainsi qu'un Suisse-Belgique au programme le 19 mai à Lausanne, un match face à la France prévu à l'origine le 10 mars fut également annulé. Le Comité Exécutif de la fédération avait suivi l'exemple de la fédération néerlandaise et pris la décision de ne pas autoriser de rencontres face à des nations en guerre : « Après un examen attentif et approfondi de la situation résultant des événements internationaux, le Comité Exécutif étend à l'extérieur des frontières l'interdiction pour la Fédération et ses clubs de rencontrer des équipes appartenant à des nations belligérantes. Attendu toutefois que l'URBSFA était liée depuis bien longtemps avant les hostilités par un engagement formel vis-à-vis de la Fédération Française pour la conclusion d'une rencontre France-Belgique à disputer au cours de la saison 1939-1940, le Comité Exécutif considère qu'il a le strict devoir de le respecter et, conséquemment, donne exceptionnellement son accord au maintien de la dite rencontre, à une date restant à fixer. ».

La rencontre allait effectivement avoir lieu... mais quatre ans plus tard !
Le déplacement aux Pays-Bas, lui, s'avéra en définitive nettement moins compliqué, un train spécial fut mis en place à la suite d'une collaboration entre les chemins de fer belges et néerlandais afin de permettre aux supporters noir-jaune-rouge d'effectuer le voyage en une seule journée, ou périlleux, la Princesse Juliana et le Prince Bernhard des Pays-Bas figuraient d'ailleurs parmi les spectateurs qui assistèrent à la revanche des Oranje (4-2). Oscar Van Kesbeeck, alors président de la fédération belge, fut nommé Officier de l'Ordre d'Orange-Nassau par la Reine Wilhelmine et la distinction lui fut remise avant l'entame de la rencontre.
Toute activité sportive officielle sur le plan international allait ensuite, une nouvelle fois, être mise en veille et ce pendant toute la durée du conflit...

## Les matchs
| Match amical                                                  | Belgique                                                                                       | 7 - 1   | Pays-Bas | Bosuilstadion Deurne, Belgique                  |                                                 |
| 17 mars 1940 · 15:00 heure locale · Historique des rencontres | Nelis 19e · Voorhoof 38e · Van Craen 44e 51e 65e · Wilders (nl) 77e (csc) · Van Den Wouwer 84e | (3 – 0) | Smit 88e | Spectateurs : 31 396 Arbitrage : Hans Wuethrich | Spectateurs : 31 396 Arbitrage : Hans Wuethrich |
| 17 mars 1940 · 15:00 heure locale · Historique des rencontres | Rapport                                                                                        |         |          | Spectateurs : 31 396 Arbitrage : Hans Wuethrich | Spectateurs : 31 396 Arbitrage : Hans Wuethrich |

| Match amical                                                   | Pays-Bas                                          | 4 - 2   | Belgique                  | Stade olympique Amsterdam, Pays-Bas                 |                                                     |
| 21 avril 1940 · 14:30 heure locale · Historique des rencontres | van den Engel 11e · de Harder 15e 30e · Vente 58e | (1 – 1) | Van Craen 73e · Nelis 83e | Spectateurs : 45 000 Arbitrage : Rinaldo Barlassina | Spectateurs : 45 000 Arbitrage : Rinaldo Barlassina |
| 21 avril 1940 · 14:30 heure locale · Historique des rencontres | Rapport                                           |         |                           | Spectateurs : 45 000 Arbitrage : Rinaldo Barlassina | Spectateurs : 45 000 Arbitrage : Rinaldo Barlassina |

## Les joueurs
| Joueurs                | Joueurs                  | Amical | Amical |
| ---------------------- | ------------------------ | ------ | ------ |
| Gardiens de but        |                          |        |        |
| Albert De Raedt        | ARA La Gantoise          | 90     | 90     |
| Défenseurs             |                          |        |        |
| Robert Paverick        | Royal Antwerp FC         | 90     | 90     |
| Georges Van Calenberg  | RSC Anderlechtois        | 90     | 90     |
| Armand Van De Kerkhove | R White Star AC          | 90     | 90     |
| Milieux                |                          |        |        |
| Jules Henriet          | R Charleroi SC           | 90     | 90     |
| Paul Henry             | Daring Club de Bruxelles | 90     | 90     |
| Charles Vanden Wouwer  | K Beerschot VAC          | 90     | 90     |
| Attaquants             |                          |        |        |
| Bernard Voorhoof       | K Liersche SK            | 90     | 90     |
| Jules Van Craen        | K Liersche SK            | 90 ,   | 90     |
| Joseph Nelis           | R Berchem Sport          | 90 ,   | 90     |
| Gustave Eeckeman       | RCS Brugeois             | 90     | 90     |

1. 1 2 3 4 5 6 7 8 9  Dernière sélection officielle pour le joueur.
2. 1 2 3 4 5  Première sélection officielle pour le joueur.
3. 1 2  Premier but officiel pour le joueur.

## Sources